# Armel Tripon
Armel Tripon, né le 11 août 1975 à Nantes, est un navigateur et un skipper professionnel français,.

## Carrière
Armel Tripon fait son apprentissage de la voile au Centre nautique des Glénans, où il est moniteur pendant trois ans.
En 2002 et 2003, avec Moulin Roty, Armel Tripon gagne de nombreuses courses sur le circuit Mini, notamment la Transat 6.50 entre La Rochelle et Salvador de Bahia (Brésil). En 2004, Armel passe dans la classe Figaro grâce à un partenariat avec la société Gedimat.
En 2007, Armel Tripon entre dans les 10 premiers du Championnat de France de Course au large en solitaire.
En février 2014, il devient le skipper du 60 pieds IMOCA For Humble Heroes racheté pour son compte par un incubateur, la société Imagine avec l'objectif de participer au Vendée Globe 2016-2017. Sans sponsor, il termine quatrième de la Route du Rhum 2014.
En novembre 2016, il fait l'acquisition de l'ancien Multi50 d'Yves Le Blevec Actual et annonce par la même occasion un nouveau partenaire, la société mayennaise Réauté Chocolat, qui l'accompagnera jusqu'à sa victoire en Multi 50 et 3e place, sur la Route du Rhum 2018.
En février 2020, il met à l'eau, à Nantes, un IMOCA flambant neuf, dessiné par Sam Manuard, 1er et unique scow, sous les couleurs de l'Occitane en Provence, son nouveau sponsor pour disputer le Vendée Globe, qui part le 8 novembre 2020. Après 30 jours d'entrainement, il prend le départ et finit 11e pour son 1er Vendée Globe.
En 2022, il annonce vouloir participer au Vendée Globe 2024 avec un IMOCA fabriqué à partir de matériaux (carbone) issus de l'industrie aéronautique.

## Vie privée
Il habite à Nantes en Loire-Atlantique. Il est marié et père de trois enfants. Son port d'attache est La Trinité-sur-Mer.

## Palmarès
- 2001, sur le Mini 6.5 no 180 2001 SOURIRES - LAURIE LUMIERE (série Pogo) :
  - n'a pas terminé la course sur la Transat 6,50[13]

- 2003, sur le Mini 6.5 no 151 Moulin-Roty - DEPHEMERID’EUX (prototype Finot-Conq 1995) :
  - vainqueur de la Transat 6,50 Charentes Maritime Bahia
  - vainqueur de la Transgascogne
  - vainqueur de la Course des Lions
  - 2e de l'Odyssée d'Ulysse

- 2004, sur le Figaro 2 Gedimat :
  - 29e de la Solitaire Afflelou Le Figaro
  - 15e de la Transat AG2R St-Nazaire/Dakar avec D.Grimont
  - 25e de la Generali Solo
  - 17e de la Course des Falaises

- 2005, sur le Figaro 2 Gedimat :
  - 27e de la Solitaire du Figaro
  - 8e du Trophée BPE St Nazaire - Cienfuegos de Cuba
  - 17e de la Generali Solo
  - 4e du Tour de Bretagne à la voile avec E. Drouglazet
  - 5e du Vendée Défi, 1er du record St Gilles - Yeu - St Gilles
  - 9e de la Route du Ponant

- 2006, sur le Figaro 2 Gedimat :
  - 22e de la Solitaire Afflelou Le Figaro
  - 23e de la Transat AG2R avec E. Drouglazet
  - 12e de la Course des Falaises
  - 6e de la Vakko Odyssée Cannes Istanbul avec T. Chabagny
  - 18e de la Solo Méditerranée

- 2007, sur le Figaro 2 Gedimat :
  - 9e du Championnat de France de course au large en solitaire
  - 22e de la Solitaire Afflelou Le Figaro
  - 4e de la Route du Ponant
  - 5e du Tour de Bretagne avec D.Vittet
  - 8e du Trophée BPE Belle Ile en Mer - Marie Galante

- 2008, sur le Figaro 2 Gedimat :
  - 22e de la Solitaire du Figaro
  - 15e de la Cap Istanbul
  - 22e de la Course des Falaises
  - 18e de la Transat AG2R avec D. Vittet

- 2009, sur le Figaro 2 Gedimat :
  - 16e de la Solitaire du Figaro
  - 7e de la Transat BPE
  - 22e de la Quiberon Solo
  - 11e de la Solo Figaro Massif Marine

- 2010 : 12e de la Transat AG2R avec Franck Le Gal sur le Figaro 2 Gedimat

- 2012 :
  - 3e Solidaire du Chocolat  sur Class40 
  - 4e Québec – Saint-Malo en Class40

- 2013 :
  - 6e Transat Jacques-Vabre (Le Havre > Itajaí Brésil) avec Fabrice Amedeo sur le  Class40 SNCF - Geodis
  - vainqueur des Sables-Horta sur Mach40

- 2014 : 4e Route du Rhum - Destination Guadeloupe (St-Malo > Pointe-à-Pitre) en Imoca[8]

- 2015 :
  - vainqueur de la Transat Newport > Cowes en Mach 40
  - vainqueur du Grand Prix des Canaries en Multi50

- 2017 :
  - 3e de la Transat Jacques-Vabre (Le Havre > Salvador De Bahia) avec Vincent Barnaud en catégorie Multi50 sur Reauté Chocolat, en 11 jours, 19 heures, 44 minutes et 22 secondes
  - vainqueur Multi50 Tour de Belle-Île
  - 3e Grand Prix Guyader
  - vainqueur ArMen Race Uship
  - 2e Record SNSM

- 2018 : vainqueur de la Route du Rhum en catégorie Multi50 sur Reauté Chocolat, en 11 jours, 7 heures, 32 minutes et 40 secondes ; 3e au classement général[10]

- 2020 : 11e du Vendée Globe sur L'Occitane en Provence, en 84 jours, 17 heures, 7 minutes et 50 secondes (33 participants)[11].
- 2021 : 5e de la 15e édition de la Transat Jacques-Vabre (Le Havre > Fort-de-France (Martinique)) avec Benoit Marie en catégorie Ocean Fifty sur Les P'tits Doudous en 16 jours, 7 heures, 1 minute et 22 secondes[14].

- 2022 : 5e de la Route du Rhum 2022 sur Les P'tits Doudous[15] en Classe Ocean Fifty[16]

## Publications
- Armel Tripon, Les enfants des écoles Dervallières-Chézine, La Bottière, Les Batignolles, Alain (ill. Alice Van de Walle), Des mots sur le globe, Coédition Association Neptune - Ville de Nantes, 2021, 116 p., 15 × 21 cm.